# Leo Cotterell
Leo Cotterell (sinh ngày 2 tháng 9 năm 1974) là một hậu vệ bóng đá người Anh.